# 第40回ロサンゼルス映画批評家協会賞
40th LAFCA Awards

2014年12月8日

作品賞： 

6才のボクが、大人になるまで。
第40回ロサンゼルス映画批評家協会賞は、ロサンゼルス映画批評家協会が2014年の映画作品に贈る賞である。2014年12月8日に発表された。

## 受賞一覧

### 作品賞
- 受賞：『6才のボクが、大人になるまで。』 (リチャード・リンクレイター監督)
- 次点：『グランド・ブダペスト・ホテル』

### 監督賞
- 受賞：リチャード・リンクレイター - 『6才のボクが、大人になるまで。』
- 次点：ウェス・アンダーソン - 『グランド・ブダペスト・ホテル』

### 主演男優賞
- 受賞：トム・ハーディ - 『オン・ザ・ハイウェイ その夜、86分』
- 次点：マイケル・キートン - 『バードマン あるいは（無知がもたらす予期せぬ奇跡）』

### 主演女優賞
- 受賞：パトリシア・アークエット - 『6才のボクが、大人になるまで。』
- 次点：ジュリアン・ムーア - 『アリスのままで』

### 助演男優賞
- 受賞：J・K・シモンズ - 『セッション』
- 次点：エドワード・ノートン - 『バードマン あるいは（無知がもたらす予期せぬ奇跡）』

### 助演女優賞
- 受賞：アガタ・クレシャ - 『イーダ』
- 次点：レネ・ルッソ - 『ナイトクローラー』

### 脚本賞
- 受賞：ウェス・アンダーソン - 『グランド・ブダペスト・ホテル』
- 次点：アレハンドロ・ゴンサレス・イニャリトゥ他 - 『バードマン あるいは（無知がもたらす予期せぬ奇跡）』

### アニメ映画賞
- 受賞：『かぐや姫の物語』
- 次点：『LEGO ムービー』

### 外国語映画賞
- 受賞：『イーダ』  ポーランド
- 次点：『雪の轍』  トルコ

### ドキュメンタリー映画賞
- 受賞：『シチズンフォー スノーデンの暴露』
- 次点：『Life Itself』

### 編集賞
- 受賞：サンドラ・アダイア - 『6才のボクが、大人になるまで。』
- 次点：バーニー・ピリング - 『グランド・ブダペスト・ホテル』

### 撮影賞
- 受賞：エマニュエル・ルベツキ  - 『バードマン あるいは（無知がもたらす予期せぬ奇跡）』
- 次点：ディック・ポープ - 『ターナー、光に愛を求めて』

### 音楽賞
- 受賞：『インヒアレント・ヴァイス』
- 受賞：『アンダー・ザ・スキン 種の捕食』

### 美術賞
- 受賞：『グランド・ブダペスト・ホテル』
- 次点：『スノーピアサー』

### 新人賞
- 受賞：エイヴァ・デュヴァーネイ - 『グローリー/明日への行進』

### 功労賞
- ジーナ・ローランズ

### ダグラス・エドワード実験/自主映画賞
- 受賞：The David Whiting Story